# Txuktxis

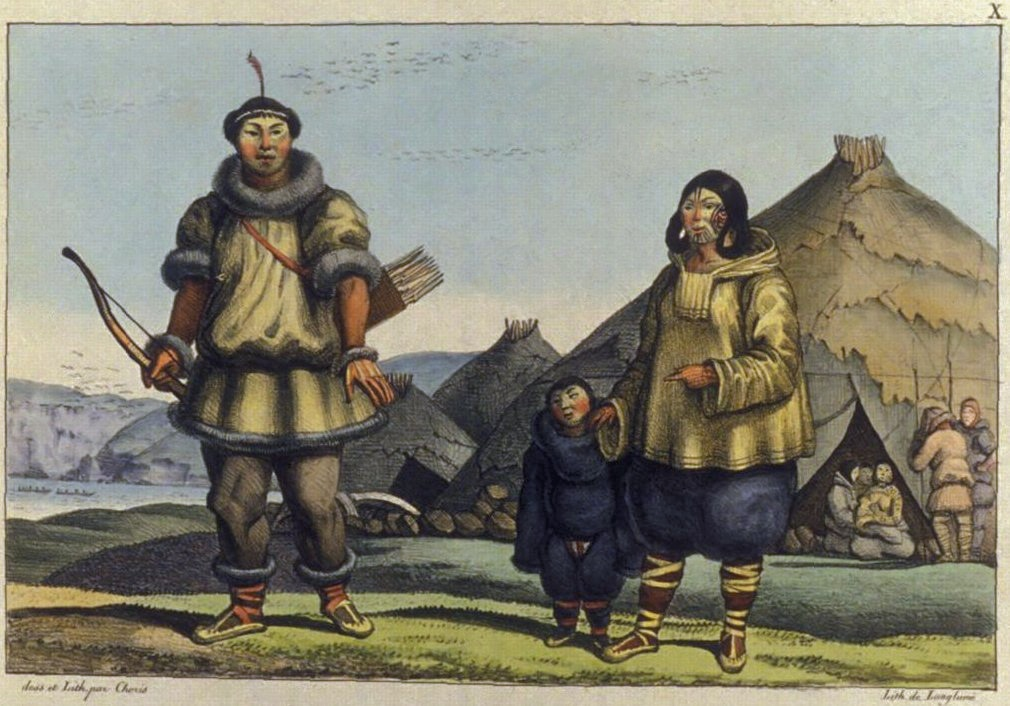
Litografia dels txuktxis segons l'expedició de Louis Choris el 1816

Els txuktxis (en rus: "чу́кча", txuktxa en singular i "чу́кчи", txuktxi en plural) són un poble indígena que habita un territori molt extens i poc poblat a la península dels Txuktxis, entre les riberes del mar dels Txuktxis i el mar de Bering, a l'Extrem Orient Rus. Parlen la llengua txuktxi. Els txuktxis vivien originàriament als voltants del mar d'Okhotsk. El seu nom prové de txavtxu (ric en rens), però també s'anomenen lygoravetlyan (homes veritables).
Adonant-se que els txuktxis, que el 1747 van derrotar el regiment de Dmitry Pavlutsky, no podien ser sotmesos fàcilment per mitjans militars, Caterina II de Rússia va canviar de tàctica i van oferir als txuktxis la ciutadania a l'Imperi Rus. El 1778 es va concloure un tractat de pau en el qual els txuktxis estaven exempts de pagar yasak. La majoria dels txuktxis viuen al districte autònom de Txukotka, però alguns també viuen a la veïna Sakhà, a l'oest, a l'óblast de Magadan i a Koriàkia. Alguns txuktxis també viuen en altres parts de Rússia, així com a Europa i l'Amèrica del Nord. El nombre total de txuktxis al món potser és de 15.000 individus. Segons el cens soviètic del 1989, hi havia 15.184 a l'antiga URSS, dels quals el 70,3% parlaven la seva llengua. D'aquests, el 83,2% vivien a l'óblast de Magadan (el 78,9% a Txukotka) i el 10,13% a l'óblast de Kamtxatka.
Les dones txuktxis són expertes en la confecció de roba d'abrigar a causa dels hiverns llargs i les temperatures extremadament baixes de la zona on viuen. La roba que duen els txuktxis a l'hivern és molt eficaç contra el fred que impera a l'Extrem Orient de Sibèria.
Es considera que van ser els txuktxis qui van desenvolupar la raça de gossos coneguda com a husky siberià, com a gossos bons per a tirar de trineus de càrregues lleugeres, a través d'una cria molt selectiva que incloïa el sacrifici de tots els cadells poc vigorosos. Els huskys es troben avui per tot el món com a gossos de competició i de companyia.

## Costums
En una societat patriarcal caracteritzada per l'endogàmia (matrimoni entre cosins), la poligàmia era permesa però poc freqüent, practicaven el matrimoni en grup i la prostitució per hospitalitat; el nuviatge havia de durar d'un a tres anys, però el divorci era fàcil i molt freqüent. Es dividien en dos grups:
- Txavtxu o txuktxis dels rens, nòmades ramaders de carn i llet, i que feien mapes a terra de gran precisió.
- Ankalyn, o txuktxis del litoral, sedentaris que pescaven i caçaven morses, foques, i altres mamífers marins. Hi ha barreja de mongols i de cosacs.

A començaments del segle xx eren 6 o 7.000 efectius, fins a 12.000 si els comptaven tots junts. La seva organització social era senzilla i els productes de la pesca es repartien entre els habitants del llogarret. Cada família tenia un ramat de rens. No hi havia caps, però els russos van fer jerema algun ric propietari de rens, encara que només tenia autoritat nominal. Nominalment foren convertits al cristianisme ortodox, però encara persisteixen les pràctiques xamàniques, sacrifiquen animals als genis i creuen en una ànima immortal. Celebraven festes relacionades amb els rens, amb música i exercicis militars. Antigament foren bel·licosos i es van resistir als russos. Eren comerciants de pells i tabac amb els inuit.